# Palazzo Cagnola
Palazzo Cagnola è un palazzo storico di Milano situato in via Cusani al civico 5.

## Storia e descrizione
Il nobile milanese Giuseppe Cagnola aveva acquistato nell'anno 1822 un gruppo di case situate all'angolo fra la via Cusani e la via Rovello, tutte al numero civico n. 2279 della allora numerazione vigente nel Lombardo-Veneto. Nel 1823 Cagnola decise la ricostruzione di tutte quelle case e ne affidò il disegno all'ingegnere architetto Pietro Pestagalli che ne ricavò un unico grande palazzo edificato in stile neoclassico. La costruzione fu terminata sotto la direzione dello stesso Cagnola nel 1825.
La struttura del palazzo non è rara nel panorama neoclassico milanese: la fronte principale dell'edificio verso la contrada Cusani è distribuita in nove intervalli chiusi tra dieci grandiose lesene scanalate e sormontale da capitelli di stile bramantesco. Le lesene, elevate dalla sommità del pianterreno, comprendono il piano nobile ed un piano superiore. Al pianterreno presentano due porte a cui fanno corona due balconi. Il piano nobile presenta alle finestre delle piccole logge con balconata a balaustrata. In corrispondenza dei due ingressi, al piano nobile sono presenti due balconate sorrette da mensole a forma di leone.
Il palazzo è anche ricordato per essere stato la sede della cancelleria asburgica durante i moti del 1848 e quartier generale di Radetzky, da cui fu costretto a scappare precipitosamente per poi arroccarsi nel Castello Sforzesco durante le Cinque giornate di Milano.
Nel XIX secolo l'edificio accoglie una ricca collezione d'arte del nobile Guido Cagnola, che viene però successivamente trasferita a Villa Gazzada dove è tuttora esposta. L'intero edificio è oggi coperto da vincolo di tutela sui beni culturali e ambientali assicurato dal DM (L. n. 1089/1939).